# Microdiprion fuscipennis
Microdiprion fuscipennis är en stekelart som först beskrevs av Runar Forsius 1911.  Microdiprion fuscipennis ingår i släktet Microdiprion, och familjen barrsteklar. Enligt den finländska rödlistan är arten nationellt utdöd i Finland. Arten har ej påträffats i Sverige. Artens livsmiljö är moskogar.